# Mauricio Pinilla
Mauricio Ricardo Pinilla Ferrera (Santiago de Chile, 1984. február 4. –) chilei válogatott labdarúgó, jelenleg az Universidad de Chile játékosa.

## Fordítás
Ez a szócikk részben vagy egészben  a   Mauricio Pinilla című angol Wikipédia-szócikk fordításán alapul.  Az eredeti cikk szerkesztőit annak laptörténete sorolja fel. Ez a jelzés csupán a megfogalmazás eredetét és a szerzői jogokat jelzi, nem szolgál a cikkben szereplő információk forrásmegjelöléseként.